# Magnolia (film)
Magnolia è un film del 1999 scritto, diretto e co-prodotto da Paul Thomas Anderson. La pellicola, distribuita dalla New Line Cinema, è composta da 9 storie separate ma connesse, che si intrecciano durante un giorno nella San Fernando Valley, a Los Angeles, California. La pellicola è stata premiata con l'Orso d'oro al Festival di Berlino 2000.

## Trama
Prologo: il film inizia con una voce narrante che racconta tre singolari episodi, rispettivamente di omicidio, omicidio colposo e suicidio trasformato in efferato omicidio, con la considerazione finale che, date le circostanze curiose degli avvenimenti, sia meglio pensare che non si tratti di pure coincidenze.
L'agente di polizia Jim Kurring indaga su del trambusto avvenuto nell'appartamento di una donna, trovando un cadavere in un armadio. Dixon, un ragazzo del vicinato, cerca di dirgli chi ha commesso l'omicidio, ma Jim è sprezzante. Jim va nell'appartamento di Claudia Wilson, in quanto i vicini di Claudia hanno chiamato la polizia dopo che lei aveva litigato con suo padre, il conduttore di programmi per bambini Jimmy Gator, con cui ha un pessimo rapporto. Ignaro della sua dipendenza dalla cocaina, Jim è attratto da lei e prolunga la visita. Le chiede un appuntamento e lei accetta.
Jimmy conduce un quiz chiamato What Do Kids Know? e sta morendo di cancro; ha solo pochi mesi di vita. Quella notte il nuovo bambino prodigio dello show, Stanley Spector, prende il comando all'inizio dello spettacolo. È perseguitato da suo padre per il premio in denaro e umiliato dagli adulti circostanti, che si rifiutano di lasciargli usare il bagno durante una pausa pubblicitaria. Quando lo spettacolo riprende, si fa la pipì addosso e si blocca, venendo umiliato dal pubblico, mentre anche Jimmy si sente male e ordina che lo spettacolo continui dopo essere crollato sul palco. In seguito il padre di Stanley lo rimprovera di essersi bloccato in onda e Stanley scappa dallo studio.
Donnie Smith, un ex campione di What Do Kids Know?, guarda lo spettacolo da un bar. I genitori di Donnie hanno speso i soldi che ha vinto da bambino, e lui è appena stato licenziato dal suo lavoro presso Solomon & Solomon, un negozio di elettronica. È ossessionato dalla chirurgia orale, pensando che troverà l'uomo dei suoi sogni quando avrà una bella dentatura. Ha escogitato un piano per vendicarsi del suo capo rubando i soldi di cui ha bisogno per il suo apparecchio dentale.
Anche l'ex produttore dello spettacolo, Earl Partridge, sta morendo di cancro. La moglie trofeo di Earl, Linda, ritira le sue prescrizioni per la morfina mentre lui è assistito da un infermiere, Phil Parma. Earl chiede a Phil di trovare suo figlio, Frank Mackey, un oratore motivazionale che tiene un corso per uomini sulle tecniche di conquista. Frank è nel bel mezzo di un'intervista con una giornalista che rivela di sapere che Frank ha dovuto prendersi cura della madre morente dopo che Earl ha abbandonato la famiglia. Frank se ne va arrabbiato dal colloquio e trova una sua collaboratrice che gli dice che c'è un certo Phil, infermiere, al telefono su richiesta di suo padre Earl.
Linda va dall'avvocato di Earl e lo prega di cambiare il testamento del marito. Ammette di averlo sposato per i suoi soldi, ma ora lo ama e non li vuole. L'avvocato le suggerisce di rinunciare al testamento e di rifiutare il denaro, che andrebbe a Frank. Linda rifiuta il suo consiglio e se ne va infuriata. Linda rimprovera Phil per aver cercato Frank, ma in seguito si scusa. Quindi si reca un parcheggio vuoto e inghiotte psicofarmaci e alcol. Dixon trova Linda nella sua macchina, quasi morta, e chiama un'ambulanza dopo averla derubata.
Prima del suo appuntamento con Claudia, Jim perde la sua pistola durante un inseguimento. Quando incontra Claudia, promettono di essere onesti l'uno con l'altro, quindi confessa la sua inettitudine come poliziotto e ammette di non avere un appuntamento da quando ha divorziato tre anni prima. Claudia dice che la odierà a causa dei suoi problemi, ma Jim le assicura che il suo passato non ha importanza. Si baciano, ma lei fugge.
Jimmy torna a casa da sua moglie, Rose, e confessa di averla tradita. Chiede perché Claudia non gli parla e Jimmy ammette che Claudia crede di aver subito molestie da parte sua. Rose chiede di sapere se è vero, ma Jimmy dice che non riesce a ricordare se ha commesso l'abuso. Sconvolta, Rose dice a Jimmy che merita di morire da solo e se ne va.
Donnie prende i soldi dalla cassaforte di Solomon & Solomon. Mentre si allontana, decide di restituire i soldi ma scopre che non può rientrare perché la sua chiave si è rotta nella serratura. Mentre si arrampica su un palo della luce per salire sul tetto, viene visto da Jim che sta passando. Improvvisamente, c'è una pioggia di animali: migliaia di rane cominciano a piovere dal cielo. Mentre Jimmy sta tentando il suicidio, delle rane deviano il colpo e lo sparo causa un incendio. Rose ha un incidente fuori dalla casa di Claudia, riuscendo poi a riconciliarsi con la figlia. Earl, morente, trova Frank al suo capezzale. L'ambulanza che sta trasportando Linda ha un incidente vicino al pronto soccorso. Donnie cade dal lampione e viene salvato da Jim.
Jim aiuta Donnie a restituire il denaro, e la sua pistola cade misteriosamente dal cielo. Frank raggiunge Linda all'ospedale. Stanley chiede al padre di essere più gentile con lui, ma viene ignorato. L'ultima scena vede Jim andare a trovare Claudia e rassicurarla mentre lei, sollevata, sembra aver finalmente ritrovato il sorriso.

## Personaggi
- Frank T.J. Mackey, autore di Seduci e distruggi, programma in cui Mackey insegna a uomini normali come rimorchiare bionde mozzafiato; la sua mentalità corrotta e il profondo odio verso il vecchio padre morente (Earl Partridge) ne tracciano un profilo molto particolare.
- Linda Partridge, moglie di un malato terminale di cancro ai polmoni e al cervello, vive l'agonia del marito nella depressione per i dispiaceri procuratigli, vuole che il testamento le tolga i soldi che le spettano perché devastata dal senso di colpa per aver tradito suo marito svariate volte e scopre di amare l'uomo solo in punto di morte. È la matrigna di Frank.
- "Quiz Kid" Donnie Smith, vecchio concorrente di What do Kids Know?, grazie al quale guadagnò ingenti somme di denaro, si ritrova adesso senza lavoro ed è in procinto di mettersi l'apparecchio per i denti per far colpo su un atletico barista di un pub, segno inequivocabile della sua crisi d'identità.
- Stanley Spector, concorrente bambino a What Do Kids Know?, al quale partecipa solo perché costretto dal padre, che punta a guadagnare più denaro possibile grazie al figlio. Capirà il senso di solitudine che lo circonda e si metterà in gioco per dimostrare di essere capace di sapere cosa vuole.
- Phil Parma, infermiere di un malato terminale di cancro; la sua bontà d'animo e la sua facile manipolabilità lo cacceranno in situazioni alquanto imbarazzanti. È uno dei personaggi più statici, ma anche dai migliori sentimenti.
- Claudia Wilson Gator, figlia del noto conduttore di What Do Kids Know?, con cui ha un rapporto turbolento. Lei non lascia che egli le si avvicini perché ricorda di essere stata molestata. Sniffa grandi quantità di cocaina, l'insicurezza è ciò che più colpisce di lei, l'incontro con il poliziotto Jim Kurring le farà riscoprire il senso della vita, anche se non vorrà più vederlo per timore di essere odiata dallo stesso.
- Jimmy Gator, conduttore di What Do Kids Know?, scopre di avere 2 mesi di vita a causa di un tumore alle ossa. Negli ultimi giorni della sua vita confesserà alla moglie di averla tradita e di aver probabilmente molestato la figlia, pur non ricordando il fatto. Distrutto dal senso di colpa tenterà il suicidio, senza riuscirci a causa di un'accidentale deviazione di una rana durante la pioggia delle rane alla fine del film.
- Earl Partridge, vecchio magnate del mondo dello spettacolo, malato terminale di cancro ai polmoni e al cervello, è il marito di Linda. Scoprirà di aver buttato tutto ciò che di buono aveva: il figlio e la prima moglie. Come ultimo desiderio esprimerà di poter rivedere il figlio Frank.
- Jim Kurring, poliziotto divorziato che passa le giornate lavorative con quel senso di perenne incompiuto che lo tormenta. L'incontro con Claudia gli farà riscoprire il sapore della vita. Alla fine del film aiuta Donnie Smith durante la pioggia di rane.

## Produzione
Paul Thomas Anderson iniziò ad avere qualche idea su Magnolia durante le riprese di Boogie Nights - L'altra Hollywood nel 1997. Verso la fine delle riprese infatti, Paul cominciò a scrivere del materiale per il suo nuovo progetto. Dopo il successo finanziario e di critica di Boogie Nights, Anderson si trovò in condizioni agiate per la lavorazione del suo nuovo film. Paul aveva in mente il titolo di Magnolia ancor prima di scrivere la sceneggiatura. A detta del regista la sceneggiatura venne scritta mentre stava ascoltando Aimee Mann. Anderson utilizzò infatti due dei suoi album e alcuni altri brani come fonte di ispirazione per il film.

## Colonna sonora
La colonna sonora è stata per la maggior parte composta e interpretata dalla cantautrice statunitense Aimee Mann. In essa sono anche presenti due brani dei Supertramp, uno di Gabrielle e uno di Jon Brion.
Brion è anche coproduttore dell'album, che è stato pubblicato nel dicembre 1999.

## Accoglienza

### Incassi
Il film è stato un buon successo al botteghino, guadagnando più di 48 milioni di dollari contro un budget di 37 milioni di dollari.

### Critica
L'opera è stata anche accolta benevolmente dalla critica: ricevette infatti 2 candidature ai Golden Globe come miglior attore non protagonista per Cruise e miglior canzone per Save Me, composta da Aimee Mann. Ricevette anche 3 nomination agli Academy Awards come miglior sceneggiatura per Anderson, miglior attore non protagonista per Cruise e miglior canzone originale per Save Me. Il film non ne vinse alcuno, ma nel 1999 venne premiato come miglior film dell'anno dal Toronto Film Critics Association Awards che diede anche il premio quale miglior regista ad Anderson. Hoffman e Moore ricevettero premi come migliori attori non protagonisti dalla National Board of Review. Nel 2000, al Festival di Berlino, il film viene premiato con l'Orso d'Oro.
Per quanto riguarda le critiche negative, Anderson subì un netto "anti-endorsement" da parte di uno scrittore che, anni addietro, era stato suo insegnante di scrittura creativa all'Emerson College di Boston: David Foster Wallace. Wallace, che qualche anno prima era rimasto piacevolmente colpito da Boogie Nights - L'altra Hollywood, arrivando al punto di scrivere una lettera a un suo amico in cui affermava che la trama del film era esattamente lo "stesso tipo di storia" di cui avrebbe avuto piacere di scrivere, dichiarò che Magnolia era uno dei film di Anderson meno riusciti, e che lo aveva trovato "pretenzioso" e "vuoto".

## Riconoscimenti
- 2000 - Premio Oscar
  - Candidatura al miglior attore non protagonista a Tom Cruise
  - Candidatura alla migliore sceneggiatura originale a Paul Thomas Anderson
  - Candidatura alla migliore canzone (Save Me) a Aimee Mann
- 2000 - Golden Globe
  - Miglior attore non protagonista a Tom Cruise
  - Candidatura alla migliore canzone (Save Me) a Aimee Mann
- 2000 - Screen Actors Guild Award
  - Candidatura al miglior cast
  - Candidatura alla migliore attrice non protagonista a Julianne Moore
  - Candidatura al miglior attore non protagonista a Tom Cruise
- 1999 - Chicago Film Critics Association Award
  - miglior attore non protagonista a Tom Cruise
  - Candidatura al miglior film
  - Candidatura alla migliore regia a Paul Thomas Anderson
  - Candidatura alla migliore sceneggiatura a Paul Thomas Anderson
- 2001 - Empire Awards
  - Candidatura al miglior film
  - Candidatura alla migliore regia a Paul Thomas Anderson
- 2001 - Grammy Award
  - Candidatura alla migliore compilation di una colonna sonora
  - Candidatura alla migliore colonna sonora
  - Candidatura alla migliore canzone (Save Me) a Aimee Mann
- 2000 - Nastro d'argento
  - miglior doppiaggio maschile a Roberto Chevalier
  - Candidatura Regista del miglior film straniero a Paul Thomas Anderson
- 1999 - National Board of Review Award
  - Migliori dieci film
  - Miglior attore non protagonista a Philip Seymour Hoffman
  - Miglior attrice non protagonista a Julianne Moore
  - miglior cast
- 2000 - Satellite Award
  - Miglior cast
  - Candidatura al miglior film drammatico
  - Candidatura alla migliore regia a Paul Thomas Anderson
  - Candidatura al miglior attore non protagonista in un film drammatico a Tom Cruise
  - Candidatura alla migliore sceneggiatura originale a Paul Thomas Anderson
  - Candidatura alla miglior canzone (Save Me) a Aimee Mann
- 2000 - Festival internazionale del cinema di Berlino
  - Orso d'Oro al miglior film presentato in concorso
  - Reader Jury of the "Berliner Morgenpost" a Paul Thomas Anderson
- 2000 - Blockbuster Entertainment Awards
  - Miglior attore non protagonista in un film drammatico a Tom Cruise
  - Candidatura alla migliore attrice non protagonista in un film drammatico a Julianne Moore
- 2000 - Critics' Choice Movie Award
  - Candidatura alla miglior film
- 1999 - Las Vegas Film Critics Society Awards
  - Candidatura al miglior film
  - Candidatura migliore canzone (Save Me) a Aimee Mann
- 2001 - Premio Robert
  - Candidatura al miglior film statunitense a Paul Thomas Anderson

- 2001 - Premio Bodil
  - Candidatura al miglior film statunitense a Paul Thomas Anderson
- 2001 - Guldbagge Award
  - Miglior film straniero a Paul Thomas Anderson
- 2001 - London Critics Circle Film Awards
  - Candidatura Sceneggiatore dell'anno a Paul Thomas Anderson
- 2000 - Festival internazionale del cinema di San Sebastián
  - FIPRESCI a Paul Thomas Anderson
- 2000 - WGA Award
  - Candidatura alla miglior sceneggiatura non originale a Paul Thomas Anderson
- 2000 - Young Artist Awards
  - Candidatura al miglior attore giovane a Jeremy Blackman
- 1999 - Awards Circuit Community Awards
  - Miglior attore non protagonista a Tom Cruise
  - Miglior cast
  - Candidatura al miglior film a Paul Thomas Anderson e JoAnne Sellar
  - Candidatura alla miglior regia a Paul Thomas Anderson
  - Candidatura alla miglior attrice protagonista a Julianne Moore
  - Candidatura alla miglior sceneggiatura originale a Paul Thomas Anderson
- 2000 - Chlotrudis Awards
  - Miglior film
  - Miglior attore non protagonista a Philip Seymour Hoffman
  - Candidatura alla miglior regia a Paul Thomas Anderson
  - Candidatura alla miglior fotografia a Robert Elswit
- 2001 - Cinema Brazil Grand Prize
  - Candidatura al miglior film straniero a Paul Thomas Anderson
- 2000 - Florida Film Critics Circle Awards
  - Miglior film
  - Miglior cast
- 2001 - German Dubbing Awards
  - Miglior performance maschile (per il doppiaggio di Jason Robards) a Detlef Witte
- 2000 - National Society of Film Critics Awards
  - Candidatura al miglior attore non protagonista a Tom Cruise
  - Candidatura alla miglior attrice non protagonista a Julianne Moore
- 2000 - Online Film & Television Association
  - Miglior attore non protagonista a Tom Cruise
  - Miglior attrice non protagonista a Julianne Moore
  - Miglior cast
  - Miglior canzone (One) a Harry Nilsson
  - Candidatura al miglior film a Paul Thomas Anderson e JoAnne Sellar
  - Candidatura alla miglior regia a Paul Thomas Anderson
  - Candidatura alla miglior performance giovanile a Jeremy Blackman
  - Candidatura al miglior casting a Cassandra Kulukundis
  - Candidatura alla miglior sceneggiatura originale a Paul Thomas Anderson
  - Candidatura alla miglior canzone (Save Me) a Aimee Mann
  - Candidatura al miglior momento cinematico (La pioggia di rane)
- 1999 - Online Film Critics Society Awards
  - Candidatura alla miglior attrice non protagonista a Julianne Moore
  - Candidatura alla miglior sceneggiatura originale a Paul Thomas Anderson
  - Candidatura alla miglior performance di gruppo
- 1999 - Toronto Film Critics Association Awards
  - Miglior film
  - Miglior regia a Paul Thomas Anderson
  - Miglior sceneggiatura a Paul Thomas Anderson